# 間違いだらけの夫選び
『間違いだらけの夫選び』（まちがいだらけのおっとえらび）は、1985年4月4日から同年6月27日まで、フジテレビ系列の「ナショナル木曜劇場」（当時。毎週木曜日22:00 - 22:54）の枠で放送されたテレビドラマ。全13話。

## 概要
ベビー用品輸入販売会社「東和通商」の東京営業所の社宅には、所長の飯塚正以下、主任の村山一也ら課長、係長のそれぞれの家族5所帯が暮らす。一也は結婚して6年、新婚時代も終わって、まだ子供は無いが、大阪本社へ出張に行くたびに佐伯常務の秘書の結城ますみと浮気を重ねていた。一方恵子は、飯塚夫人の弥生が一方的に提案する料理講習会や仕出し弁当屋の計画に課長夫人の洋子、係長夫人の民子がゴマすり合うといったような、夫の肩書で左右される妻たちの序列による付き合いと人間関係にうんざりしていた。しかしそんな中、大阪本社の冷たい仕打ちで東京営業所が突然閉鎖。これにより退社した一也は吉岡、土屋らと共にハウスクリーニング業を始め、大阪から一也を追うように上京してきたますみがその代表取締役となる。仕出し弁当屋を始めた恵子も、そのハウスクリーニングとのセット商法で一つ売り出そうとする。
30代の主婦たちが持っている夫の理想と現実のギャップ、その中での夫婦生活から浮き彫りにされる夫の言い分と心理と言ったテーマを、主人公夫妻と夫の浮気相手・ますみとの攻防などを絡めてコミカル調に描いた。
サブタイトル（第3話以降）には、当時のテレビ番組のタイトルのパロディを付けるなど、遊び心も見られた。1987年には、本作の“姉妹版”として「間違いだらけの女磨き」が、同じナショナル木曜劇場の枠で制作・放映されている。

## キャスト
- 村山恵子：市毛良枝
- 村山一也：三田村邦彦
妻・恵子は4歳年上。東和通商東京営業所主任だったが、東京営業所閉鎖・退社後はハウスクリーニング業を立ち上げる。
- 結城ますみ：中井貴恵
一也の浮気相手。大阪本社で佐伯の秘書をしていたが、友人の結婚とかこつけて一也を追うように上京[6]、後に一也らのハウスクリーニング会社の代表取締役に就く。
- 飯塚正：中条静夫
東和通商東京営業所所長。
- 飯塚弥生：大森暁美
飯塚正夫人。料理好きが高じて、料理講習会や仕出し弁当屋の計画を提案する。
- 市川洋子（課長夫人）：山口美也子
- 民子（係長夫人）：佳那晃子
- 吉岡明：矢崎滋
一也の同僚。東和通商退社後、一也、土屋と共にハウスクリーニング業の立ち上げに参加。
- 土屋：芦川誠
一也の同僚。東和通商退社後、一也、吉岡と共にハウスクリーニング業の立ち上げに参加。
- 田辺：荻島真一
恵子の初恋の人。
- 市川：田所完一
東和通商東京営業所課長。
- 忠治（居酒屋）：轟二郎
- 佐代（忠治の妹）：原あゆこ
- ケン：市川勇
- 岡本プク
- 佐伯常務：北見唯一
- 城倉部長：早崎文司
東和通商東京営業所部長だったが、東京営業所閉鎖後も会社に残って大阪本社へ。第3話で、実は佐伯のスパイだったことがわかる。
- 城倉の妻：三島ゆり子

## スタッフ
- プロデューサー：澤井謙爾
- 脚本：松原敏春 （全話担当）
- 演出：牛窪正弘、舛田明廣、阿部久
- 制作：フジテレビ

主題歌（エンディングテーマ）
- 安全地帯『恋の予感』 （作詞：井上陽水　作曲：玉置浩二　編曲：安全地帯、星勝　キティレコード）

## サブタイトル
| 話数 | 放送日        | サブタイトル         | 演出     |
| ---- | ------------- | -------------------- | -------- |
| 1    | 1985年4月4日  | （サブタイトル無し） | 牛窪正弘 |
| 2    | 1985年4月11日 | 浮気夫は裸にしろ     | 牛窪正弘 |
| 3    | 1985年4月18日 | ふぞろいのダメ夫     | 牛窪正弘 |
| 4    | 1985年4月25日 | うちの夫に限って     | 舛田明廣 |
| 5    | 1985年5月2日  | 今夜は最低!の夫      | 舛田明廣 |
| 6    | 1985年5月9日  | 夫も必死に仕事人     | 牛窪正弘 |
| 7    | 1985年5月16日 | 恋に笑っていい友     | 牛窪正弘 |
| 8    | 1985年5月23日 | ぴったし・看・看     | 舛田明廣 |
| 9    | 1985年5月30日 | なるほど・ザ・悪奴   | 舛田明廣 |
| 10   | 1985年6月6日  | 所長のウルトラ愛     | 牛窪正弘 |
| 11   | 1985年6月13日 | おー! もろい夫婦     | 阿部久   |
| 12   | 1985年6月20日 | 温泉だョ全員集合     | 牛窪正弘 |
| 13   | 1985年6月27日 | 俺達コレキリ族       | 牛窪正弘 |